# Die Elixiere des Teufels (1976)
Die Elixiere des Teufels ist ein deutscher Spielfilm von Manfred Purzer aus dem Jahr 1976 mit Dieter Laser, Sylvia Manas und Horst Frank. Er beruht auf Motiven von E. T. A. Hoffmanns gleichnamigem Roman.

## Handlung
Unmittelbar nachdem der junge Mönch Medardus vom Prior des Kapuzinerklosters von Bamberg, Leonardus, zum Kurator der Reliquienkammer ernannt wird, findet dieser eine merkwürdige Nachlassenschaft des Heiligen Antonius: eine Weinflasche. Der Legende nach soll diese Flasche die Elixiere des Teufels enthalten. Medardus erliegt dem eigenen Drang, durch diese Elixiere seinen größten Lebenswunsch zu erfüllen: ein bedeutender Prediger zu werden. Die junge Baronesse Aurelie hat sich derweil in den Ordensbruder verliebt und gesteht im Beichtstuhl ihm gegenüber ihre Gefühle. Der Prior erfährt von dieser sich anbahnenden Romanze und beschließt, Medardus auf eine Reise zum Papst nach Rom zu schicken, damit er sich die hübsche Adelige aus dem Kopf schlagen möge. Im Vatikan soll er dem Heiligen Vater eine Botschaft des Priors überbringen.
Der Ausflug in die ewige Stadt wird für Medardus eine Reise des Schreckens. Auf dieser qualvollen Pilgertour begegnet er seinem zweiten Ich, dem Resultat seines Umgangs mit den Elixieren des Teufels. Dieses Alter Ego verkörpert die dunkle Seite des Mönchs, der sich wie ein Schatten an Medardus’ Fersen heftet. Bald werden dem deutschen Kapuzinermönch schreckliche Verbrechen zur Last gelegt. Die Kriminalisten haben jedoch Zweifel, ob der gläubige Katholik tatsächlich dafür zur Verantwortung zu ziehen ist und halten die Version vom finsteren Doppelgänger für möglich. Bald wird ein merkwürdiger Fremder, ein gewisser Peter Schönfeld, sein Begleiter und Retter in der Not. Die Häscher im Genick, gelingt es dem Barbier stets aufs Neue, die äußere Erscheinung des Medardus so weit zu verändern, dass man ihn nicht mehr erkennt. Einmal gelingt es Medardus sogar, dem Galgenstrick zu entrinnen.
In Rom angekommen, beginnt Medardus, der allmählich selbst an seine moralische Schuld zu glauben beginnt, eine innere Läuterung zu durchleben. Er will Buße tun, schlägt, wie weiland die Flagellanten, in einem Akt der Selbstkasteiung seinen Rücken blutig und begibt sich in die Armenviertel der Stadt, um dort segensreich zu wirken. Dies bringt dem deutschen Glaubensbruder bald den Ruf eines Heiligen ein. Man nennt ihn „Il santo“, den Heiligen. Der Dominikanerorden sieht seinen Einfluss am Heiligen Stuhl gefährdet – einer ihrer Vertreter flüstert dem Papst ein, dass Medardus sich nur erniedrigen wolle, „um dann erhöht zu werden“ – und lockt Medardus in eine Falle, um ihn auf hinterhältige Weise loszuwerden. Der Dominikanerpater lässt sogar den Pater Cyrill ermorden, um die Schandtat Medardus in die Schuhe zu schieben. Anschließend beginnt der Dominikaner den Kapuziner in einem Verlies zu foltern, um ein unzutreffendes Geständnis seiner Untaten herauszupressen. Während draußen auf den Straßen die Armen Medardus hochleben lassen, beschuldigt der Dominikaner den Glaubensbruder, den Pöbel aufgehetzt zu haben und die Position des Papstes beschädigen zu wollen, womöglich nur deshalb um selbst das höchste Kirchenamt anzustreben.
In einem Sittengericht soll Medardus verurteilt und durch eine Hinrichtung beseitigt werden. Die Dominikaner wollen Medardus kurzerhand dem Feuertod überstellen, da greift im letzten Moment erneut Peter Schönfeld als Lebensretter des Medardus ein, befreit ihn und geleitet den Kapuzinermönch sicher zurück nach Bamberg. Dort wird er Zeuge einer Aufnahmezeremonie, in deren Rahmen Aurelie als Nonne ins Zisterzienserkloster eintreten wird. Vor dem Altar der Klosterkirche erreicht das Bewusstseinsdrama des jungen Medardus einen gespenstischen Höhepunkt, denn sein dämonisches zweites Ich plant nicht weniger, als die Ermordung der einzigen, wahren Liebe des Mönchs …

## Produktionsnotizen
Die Elixiere des Teufels entstand Frühjahr/Mitte 1976 in Zusammenarbeit mit dem Bayerischen Rundfunk in Süddeutschland und wurde am 4. November 1976 uraufgeführt.
Die Filmbauten entwarf Peter Rothe, die Kostüme Charlotte Flemming. Erwin Lange zeichnete für die Spezialeffekte verantwortlich. Eva Ebner assistierte Regisseur Purzer.
Schauspielveteran Rudolf Fernau gab hier seine Abschiedsvorstellung in einem Kinofilm.

## Kritiken
„Als Regisseur ging Purzer … mit bemerkenswertem Selbstbewußtsein und handwerklichem Geschick an diese Vorlage heran. Er löste die Szenen geschmackssicher auf, führte seine Darsteller mit fester Hand, hatte auch die Emotionen stets kühl im Griff und setzte einprägsame Spannungsakzente. Die suggestiv schauspielerische Ausstrahlung Dieter Lasers in der Hauptrolle trägt den Film dann auch leicht über Handlungssprünge und unterstützt mit Verve den Reiz der Doppelrolle.“

„Die Verfilmung reduziert den Roman von E.T.A. Hoffmann auf die wichtigsten Stationen der Handlung, bleibt eindimensional NBBV und läßt die Kühnheit der vielschichtigen Vorlage vermissen.“